# فرودگاه ساسکس (نیوجرسی)
فرودگاه ساسکس (نیوجرسی) (به انگلیسی: Sussex Airport (New Jersey)) یک فرودگاه همگانی بهره‌برداری هوایی است که یک باند فرود آسفالت دارد و طول باند آن ۱۰۶۶ متر است. این فرودگاه در کشور ایالات متحده آمریکا قرار دارد و در ارتفاع ۱۲۸ متری از سطح دریا واقع شده است.